# Tramwaje w San Felipe
Tramwaje w San Felipe − zlikwidowany system komunikacji tramwajowej w mieście San Felipe.

## Historia
Komunikację tramwajową w San Felipe uruchomiono w 1886. W mieście były łącznie trzy linie tramwaju konnego o łącznej długości 11,5 km i rozstawie szyn wynoszącym 1435 mm, których właścicielem była spółka Ferrocarril Urbano de San Felipe. W latach 20. XX w. rocznie przewożono około 190 000 pasażerów. Sieć zamknięto prawdopodobnie w 1933.